# Tetrapedia rugulosa
Tetrapedia rugulosa är en biart som beskrevs av Heinrich Friese 1899. Tetrapedia rugulosa ingår i släktet Tetrapedia och familjen långtungebin. Inga underarter finns listade i Catalogue of Life.